# Lucien Gallois
Pour les articles homonymes, voir Gallois (homonymie).
Lucien Louis Joseph Gallois, né à Metz le 21 février 1857 et mort à Paris le 21 mars 1941, est un géographe français.

## Biographie
Lucien Gallois entre en 1881 à l'École normale supérieure où il suit les cours de Paul Vidal de La Blache. Il obtient l'agrégation en 1884. Le 12 janvier 1891, il soutient ses deux thèses de doctorat ès lettres à la Faculté de Paris. La première, en français, traite des géographes allemands de la Renaissance. La deuxième, en latin, s'intéresse à Oronce Fine (1494-1555).
En 1893, il est nommé maître de conférences de géographie à la Faculté des lettres de Paris (Sorbonne). Il est ensuite maître de conférences de géographie à l'ENS (1898), en remplacement du professeur Vidal de la Blache. Il revient par la suite à la Faculté des lettres de Paris, où il assure des cours de géographie et de topographie jusqu'à sa retraite en 1927. 
Dès son arrivée à Paris, il est associé à la direction des Annales de géographie fondées par Vidal de La Blache et collabore activement à la Bibliographie géographique avec Louis Raveneau. Il s'y oppose cependant à son collègue Marcel Dubois, partisan très actif d'une géographie coloniale plus appliquée et moins naturaliste que la géographie régionale. 
Auteur de très nombreux articles, il fait aussi paraître un petit livre en 1908 : Régions naturelles et noms de pays. Étude sur la région parisienne (réédition, Paris, CTHS, 2008).
Après la mort de Vidal de La Blache (1918), il prend la direction de la Géographie universelle, sans cependant rédiger les volumes sur la France, contrairement à ce qui était prévu (ce sont Emmanuel de Martonne et Albert Demangeon qui le feront). Avec ses collègues, il sera membre du Comité d'études fondé en février 1917 à la demande du Président du Conseil Aristide Briand, afin d'aider les autorités à élaborer les buts de guerre de la France. Il rédigera notamment un mémoire sur le bassin de la Sarre qui fut utilisé par la délégation française à la Conférence de la paix de 1919.
Tout en restant attaché à l'histoire de la géographie, Lucien Gallois, « fidèle lieutenant » de Vidal de La Blache, est parmi les premiers à diffuser la géographie nouvelle ; son rôle est important dans l'École française de géographie.

## Publications
Parmi les ouvrages écrits par Lucien Gallois figurent :
- Les géographes allemands de la Renaissance, thèse de doctorat, 1890
- Les Origines de la carte de France. La carte d'Oronce Finé, 1891
- Régions naturelles et noms de pays, étude sur la région parisienne, 1908
- Cartographie de l'île de Délos, 1910
- Paris et ses environs, 1914
- Les Populations slaves de la péninsule des Balkans, 1918
- Le bassin de la Sarre, en collaboration avec P. Vidal de La Blache, 1923
- Cartographie et géographie médiévales. Une carte colombienne, 1925
- Articles dans les Annales de géographie, le Bulletin de géographie, le Bulletin de la société de géographie de l'Est, le Bulletin de la société de géographie.